# Точицкий, Николай Станиславович
Николай Станиславович Точицкий (укр. Микола Станіславович Точицький; род. 22 сентября 1967, Уладовское, Калиновский район, Винницкая область) — украинский дипломат и политик. Министр культуры и стратегических коммуникаций Украины с 5 сентября 2024 по 16 июля 2025 года.
Генеральный консул Украины в Сан-Франциско (США) (2005—2008). Чрезвычайный и полномочный посол Украины в Бельгии (2016—2021). Чрезвычайный и полномочный посол Украины в Люксембурге (2016—2021). Представитель Украины при ЕС (2016—2021). Заместитель министра иностранных дел Украины (2021—2024). Заместитель руководителя Офиса президента Украины (2024).

## Биография
Родился 22 сентября 1967 года на Винничине. Окончил Уладовскую среднюю школу.
С 1985 по 1987 год — проходил службу в Советской Армии.
В 1993 году окончил Киевский государственный университет им. Т. Г. Шевченко по специальности переводчик французского и английского языков; В 1995 году Институт международных отношений Киевского государственного университета. им. Т. Г. Шевченко по специальности юрист-международник, дипломная работа «Легитимность применения ядерного оружия»;
В 1999 году проходил стажировку в Женевском центре политики безопасности.
В 1993—1995 годах — атташе, третий секретарь Управления контроля над вооружениями и разоружения МИД Украины;
В 1995—1998 годах — третий, второй секретарь Посольства Украины в Королевстве Бельгия (по совместительству Бенилюкса, ОЗХЗ, НАТО, ЕС, Западноевропейский союз); Занимался вопросами сотрудничества Украины с НАТО в рамках Программы «Партнёрство ради мира», разработки Меморандума о взаимопонимании относительно планирования при чрезвычайных ситуациях гражданского характера между МЧС Украины и НАТО, сотрудничества Украины с Организацией по запрещению химического и биологического оружия (ОЗХЗ).
В 1998—1999 годах — первый секретарь отдела международного сотрудничества МЧС Украины.
В 1999—2000 годах — первый секретарь отдела ОБСЕ Управления Евроинтеграции МИД Украины.
В 2000—2001 годах — советник отдела НАТО в Департаменте политики МИД Украины.
В 2001—2003 годах — советник представительства Украины при Совете Европы.
В 2003—2004 годах — директор Кабинета МИД.
В 2004—2005 годах — начальник Управления консульской службы.
В 2005—2008 годах — Генеральный консул Украины в Сан-Франциско (США).
В 2008—2010 годах — работал в секретариате президента Украины.
С 8 февраля 2010 по 4 февраля 2016 года — постоянный представитель Украины при Совете Европы.
С 4 февраля 2016 по 6 апреля 2021 года — чрезвычайный и полномочный посол Украины в Королевстве Бельгия.
С 4 февраля 2016 по 6 апреля 2021 года — представитель Украины при Европейском Союзе и Европейском Сообществе по атомной энергии по совместительству.
С 24 октября 2016 по 6 апреля 2021 года — чрезвычайный и полномочный посол Украины в Великом Герцогстве Люксембург по совместительству.
С 21 сентября 2021 по 12 апреля 2024 года — заместитель министра иностранных дел Украины.
В 2022 году участвовал в переговорах между Россией и Украиной.
С 15 апреля по 5 сентября 2024 года — заместитель руководителя Офиса президента Украины.
5 сентября 2024 года Верховная рада Украины проголосовала за назначение Николая Точицкого на должность министра культуры и стратегических коммуникаций. За проголосовали 252 народных депутатов Украины.

## Награды
- Орден «За заслуги» II степени (21 декабря 2023) — За весомый личный вклад в развитие межгосударственного сотрудничества, плодотворную дипломатическую деятельность и высокий профессионализм[12];
- Орден «За заслуги» III степени (18 декабря 2021) — За весомый личный вклад в укрепление международного сотрудничества Украины, многолетнюю плодотворную дипломатическую деятельность и высокий профессионализм[13];
- Заслуженный юрист Украины (7 октября 2009) — За весомый личный вклад в реализацию государственной правовой политики, укрепление законности и правопорядка, высокий профессионализм в защите конституционных прав и свобод граждан и по случаю Дня юриста[14];
- Почётный знак Министерства иностранных дел Украины;
- Грамота Верховной Рады Украины;
- Почётная Грамота Кабинета министров Украины;
- Нагрудный знак «Правосудие И Справедливость»;
- Медаль «За Заслуги» — Национальная гвардия Калифорнии;
- «Почётная медаль Калифорнии» — Национальная гвардия Калифорнии;
- Орден Святого Равноапостольного князя Владимира Великого III-й степени — Украинская православная церковь;
- Отличие МВД Украины «Закон и честь»;
- Знак отличия МВД Украины «За международное сотрудничество в правоохранительной деятельности»

## Научные статьи
- «Європейський правовий простір: сучасні функціональні та інституційні проблеми»-журнал «Право України» 2012 р., № 3-4[15].
- «Реформа Європейського суду з прав людини та внесок українського головування в Комітеті міністрів Ради Європи в процес реформування Європейського суду з прав людини»- журнал «Європейське право» № 1/2012[16].
- «Міжнародне співтовариство про кримський референдум 2014 року: від висновку Венеційської комісії до Консультативного висновку Міжнародного суду ООН»-Україна в історії Європи XIX — початку XXI ст.: історичні нариси. Монографія. Под ред. чл.-кор. НАН України С. В. Виднянского. Киев: Институт Истории Украины НАН Украины, 2020.814с.

## Дипломатические ранги
- Присвоение дипломатического ранга Чрезвычайного и Полномочного Посланника второго класса (12 октября 2004)[17]
- Присвоение Н. Точицкому дипломатического ранга Чрезвычайного и Полномочного Посланника первого класса (23 августа 2007)[18]
- Присвоение Н. Точицкому дипломатического ранга Чрезвычайного и Полномочного Посла (24 апреля 2009)[19]